# Shomgom
Shomgom es una localidad del estado de Gombe, en Nigeria, con una población estimada en marzo de 2016 de 207 900 habitantes.
Se encuentra ubicada al noreste del país, a poca distancia al norte del río Benue, el principal afluente del río Níger.